# Gremlins 2
Gremlinii 2 (în engleză Gremlins 2: The New Batch) este un film american de comedie de groază din 1984. A fost regizat de Joe Dante după un scenariu de Charles S. Haas. Este continuarea filmului Gremlinii din 1984. În rolurile principale au interpretat actorii Zach Galligan, Phoebe Cates, Dick Miller, Jackie Joseph și Keye Luke, care au reinterpretat rolurile din filmul anterior.
A fost produs de studiourile Amblin Entertainment și a avut premiera la 15 iunie 1990, fiind distribuit de Warner Bros. Coloana sonoră a fost compusă de Jerry Goldsmith. 
Cheltuielile de producție s-au ridicat la 50 milioane $ și a avut încasări de 41,5 milioane $ (doar în SUA și Canada).

## Distribuție
- Zach Galligan - Billy Peltzer
- Phoebe Cates - Kate Beringer
- John Glover - Daniel Clamp
- Robert Prosky - Grandpa Fred
- Robert Picardo - Forster, Chief of Security
- Christopher Lee - Dr. Cushing Catheter
- Haviland Morris - Marla Bloodstone
- Dick Miller - Murray Futterman
- Jackie Joseph - Sheila Futterman
- Gedde Watanabe - Mr. Katsuji, A Japanese Tourist
- Keye Luke - Mr. Wing, Gizmo's Elderly Owner
- Kathleen Freeman - Marge "Microwave Marge", Hostess of A Cooking Program.
- Don and Dan Stanton - Martin and Lewis, Dr. Catheter's Assistants
- Jason Presson - Alex, The Yogurt Jerk
- Belinda Balaski - The Mother In The Movie Theater. Balanski played Mrs. Harris in the first film.
- Paul Bartel - The Theater Manager
- Kenneth Tobey - The Theater Projectionist
- Hulk Hogan - Himself
- Julia Sweeney - Peggy, The Lab Receptionist
- Henry Gibson - Employee Fired For Smoking
- Charles S. Haas - Casper, Dr. Catheter's Assistant
- Leonard Maltin - Himself